# マーサ・ヴィッカーズ
マーサ・ヴィッカーズ（Martha Vickers、出生名：マーサ・マクヴィカー、Martha MacVicar、1925年5月28日 - 1971年11月2日）は、アメリカ合衆国のモデル、女優。

## 生い立ち
マーサ・ヴィッカーズは、マーサ・マクヴィカーとしてミシガン州アナーバーに生まれ、やがてキャリアの第一歩をモデル、カバーガールとして歩み始めた。彼女の父親は、自動車販売の仕事をしていたが、カリフォルニア州バーバンクの代理店の経営権を獲得して、一家はハリウッドへ移り住むことになった。当時、彼女は15歳だった。

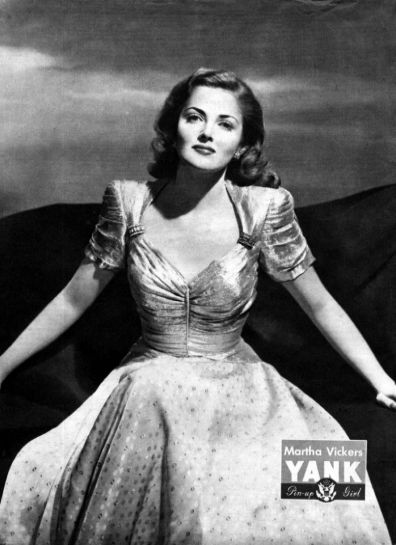
1945年に『Yank』誌に掲載されたヴィッカーズのピンナップ。

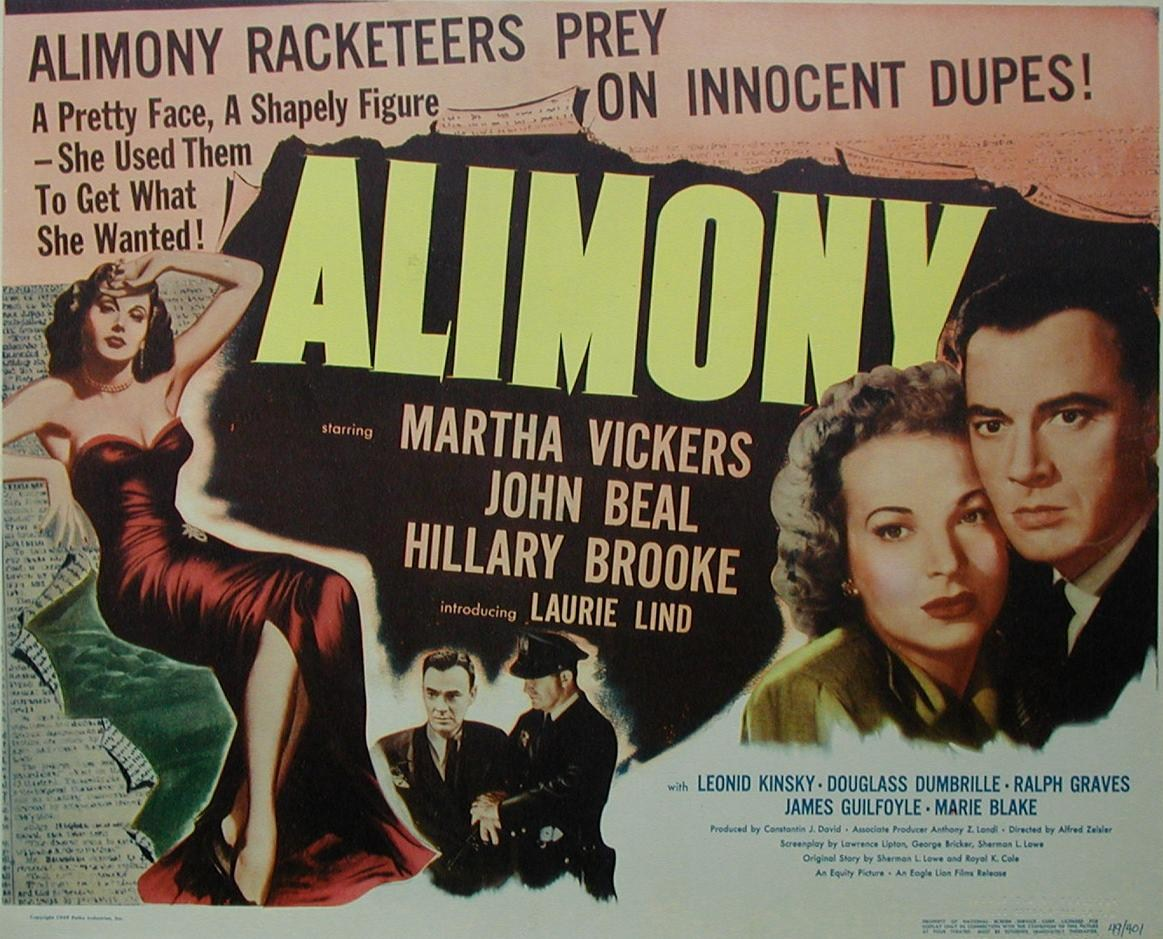
1949年の主演作『Alimony』のポスター。

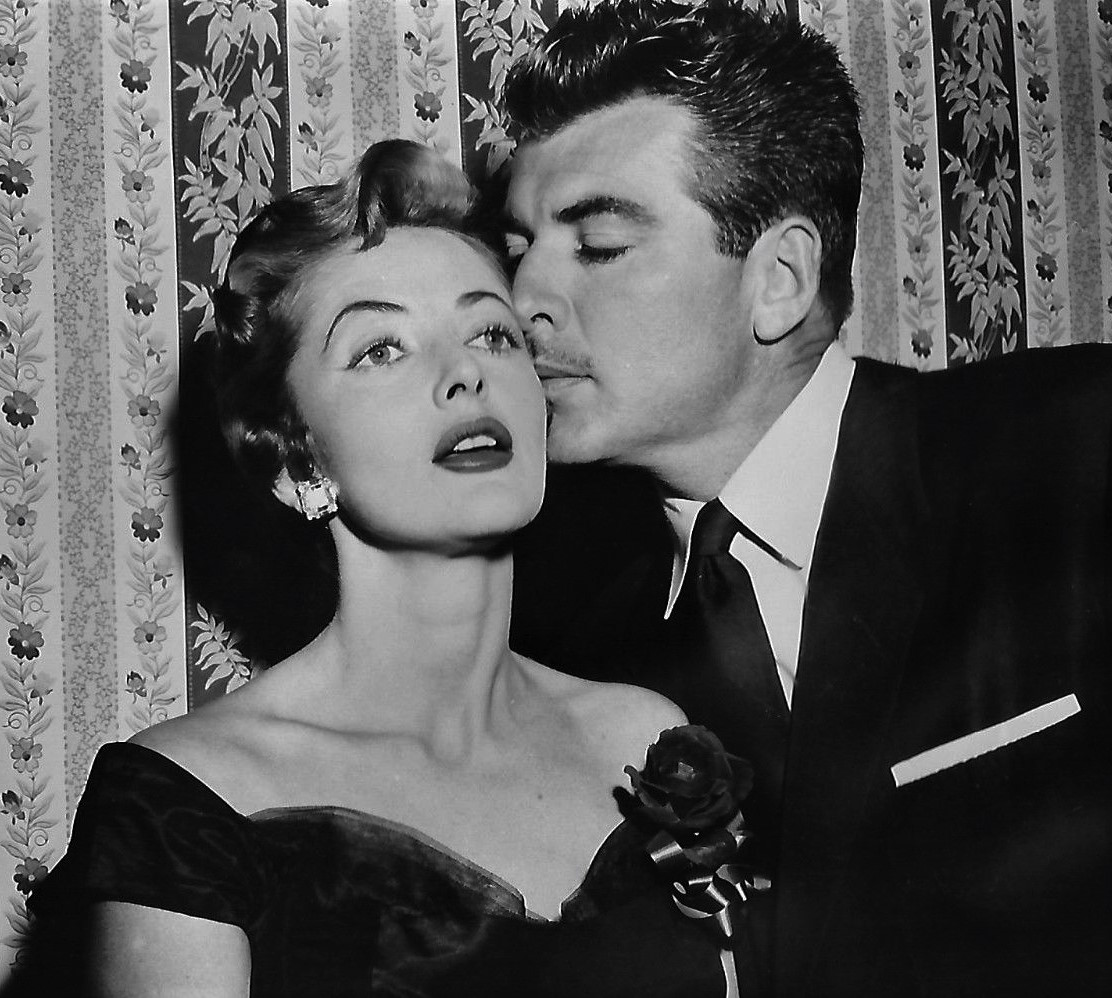
1955年の主演作『The Big Bluff』のスチル写真。右は共演者のジョン・ブロムフィールド。

## 映画
ヴィッカーズの映画初出演は、1943年の映画『フランケンシュタインと狼男 (Frankenstein Meets the Wolf Man)』におけるクレジットなしの端役であった。
1940年代前半には、クレジットなし、あるいは本名のマーサ・マクヴィカー名義で、いくつかの映画で端役をこなしながら、最初はユニバーサル、次いでRKOで働いた。その後、さらにワーナー・ブラザースへ移り、そこで「会社は彼女をスターに押し上げようと、姓を「ヴィッカーズ」に変えさせた」という。ワーナーでは、1946年の映画『三つ数えろ (The Big Sleep)』で、ローレン・バコールが演じたヒロインの妹で、淫乱かつ薬物中毒というカルメン・スターンウッド (Carmen Sternwood) の役を演じた。また、同年のミュージカル映画『The Time, the Place and the Girl』や1947年公開のコメディ映画2作品、『Love and Learn』と『That Way with Women』では主役を務めた。
その後、テレビの時代になっても、彼女は女優として活動を続けた。例えば、1959年には『弁護士ペリー・メイスン (Perry Mason)』のエピソード「The Case of the Jaded Joker」で Sheila Hayes 役を演じた。彼女の最後の2回のテレビドラマへの出演は. ニック・アダムスが主演した1960年の『The Rebel』であった。

## 私生活
ヴィッカーズは3回結婚しており、最初はA・C・ライルズ（1948年3月15日 - 9月28日）、次いでミッキー・ルーニー（1949年6月3日 - 1951年9月25日）、3度目は俳優マニュエル・ロハス（1954年9月1日 - 1965年5月5日）と結婚していた。しかし、いずれの結婚も、離婚に至った。ヴィッカーズはルーニーとの間に息子ひとり、ロハスとの間に娘ふたりをもうけた。

## 死去
ヴィッカーズは、1971年11月2日に、カリフォルニア州ロサンゼルスのバレー・ブレスビテリアン病院で、食道癌のため46歳で死去した。遺骸は、カリフォルニア州ノース・ハリウッドのヴァルハラ・メモリアル・パーク墓地に埋葬された。

## フィルモグラフィ
| 映画         | 映画                                                         | 映画                           | 映画                                   |
| 年           | 題名                                                         | 配役                           | 注記                                   |
| ------------ | ------------------------------------------------------------ | ------------------------------ | -------------------------------------- |
| 1943         | フランケンシュタインと狼男 (Frankenstein Meets the Wolf Man) | Margareta                      | クレジットなし                         |
| 1943         | en:Captive Wild WomanCaptive Wild Woman                      | Dorothy Colman                 | マーサ・マクヴィカー 名義              |
| 1943         | Top Man                                                      | High school girl               | クレジットなし 別題：Man of the Family |
| 1943         | Hi'ya, Sailor                                                | Hostess                        | クレジットなし                         |
| 1944         | This Is the Life                                             | Girl                           | クレジットなし                         |
| 1944         | Marine Raiders                                               | Sally Parker                   | マーサ・マクヴィカー 名義              |
| 1944         | 執念のミイラ (The Mummy's Ghost)                             | Miss McLean, a student         | クレジットなし                         |
| 1944         | The Falcon in Mexico                                         | Barbara Wade                   | マーサ・マクヴィカー 名義              |
| 1946         | 三つ数えろ (The Big Sleep)                                   | Carmen Sternwood               |                                        |
| 1946         | The Time, the Place and the Girl                             | Victoria Cassel                |                                        |
| 1947         | The Man I Love                                               | Virginia "Ginny" Brown         |                                        |
| 1947         | That Way with Women                                          | Marcia Alden                   |                                        |
| 1947         | Love and Learn                                               | Barbara Wyngate                |                                        |
| 1948         | 野望の果て (Ruthless)                                        | Susan Duane                    |                                        |
| 1949         | Daughter of the West                                         | Lolita Moreno                  |                                        |
| 1949         | 与太者時代 (Bad Boy)                                         | Lila Strawn                    | 別題：The Story of Danny Lester        |
| 1949         | Alimony                                                      | Kitty Travers aka Kate Klinger |                                        |
| 1955         | The Big Bluff                                                | Valerie Bancroft               | 別題：Worthy Detectives                |
| 1957         | The Burglar                                                  | Della                          |                                        |
| 1960         | Four Fast Guns                                               | Mary Hoag                      |                                        |
| テレビドラマ |                                                              |                                |                                        |
| 年           | 題名                                                         | 配役                           | 注記                                   |
| 1952         | The Unexpected                                               |                                | 1話                                    |
| 1953-1951    | General Electric Theater                                     | Louise Helen                   | 2話                                    |
| 1954         | Ford Theatre                                                 | Nancy                          | 2話                                    |
| 1954         | The Whistler                                                 | Louise                         | 1話                                    |
| 1955         | Fireside Theatre                                             | Ellen Weston Julie             | 2話                                    |
| 1956         | The Millionaire                                              | Ruth Murdock                   | 1話                                    |
| 1957         | Playhouse 90                                                 |                                | 1話                                    |
| 1959         | 弁護士ペリー・メイスン (Perry Mason)                         | Sheila Hayes                   | 1話                                    |
| 1960         | The Rebel                                                    | Bess Weed Agnes Boley          | 2話 （最後の出演作品）                 |